# 來自深淵用語列表
本列表記載由日本漫畫家土筆章人所創作的奇幻漫畫 《来自深渊》中的用语及设定。

## 地理相關設定

### 深淵的分层
大洞穴深渊（或音译作“阿比斯”）依照深度被分为了多个地层，每层有1000米至5000米不等，不同的层级具有不同的地貌与生态。
深界一層 「阿比斯之淵」（アビスの淵）
深度为0 - 1350公尺。 300公尺處的「埋葬塔」（埋葬塔）有大量雙手合十的骷髏屍體，稱為「祈禱的骷髏」。
深界二層 「誘惑之森」（誘いの森）
深度为1350 - 2600公尺。 2540公尺-2600公尺為監視基地所在的「逆之森」（逆さ森）
深界三層 「大斷層」（大断層）
深度为2600 - 7000公尺。
深界四層「巨人之杯」（巨人の盃）：
深度为7000 - 12000公尺。 9000 - 10000公尺 有著不屈之花的簇生地稱為「不屈的花園」(不屈の花園)。
深界五層「亡骸之海」（なきがらの海）：
深度为12000 - 13000 公尺，高度最低、寬度最大的區段，有一大块水域覆盖着整层。底部由一层粘胶状的水支撑着，并沉積著大量生物殘骸。
深界六層「不歸之都」（還らずの都）：
深度为13000 - 15500 公尺。 充滿建築物廢墟的地帶，傳說中「黃金鄉」的所在地。在阿比斯原住民之間被稱為「鐘樓」，慘劇終末的村莊「伊嚕布嚕」也位於此處。「殲滅之萊莎」曾在此發現真身不明、疑似雷古同族的人形生物。
深界七層「最終極之渦」（最果ての渦）：
深度为15500 - ？公尺。
深界極點「奈落之底」（奈落の底）：
未知，深度至少在20000 公尺以下。

### 地點
奧斯（オース）
位於南海貝歐魯斯卡島的城鎮，本是探堀家在深淵周圍建立的據點，後不斷擴建而形成城鎮，現今分為東西南北與中央五區。莉可出身的貝爾爵羅孤兒院位於西區。
監視基地（シーカーキャンプ）
位於深淵第二層的顛倒森林中，是為了通過顛倒森林而建立的中繼點，由不動卿歐蘭等人駐守。基地本身建立在「門之大樹」的樹洞中，並設有暸望鏡。
前線基地（イドフロント）
由黎明卿在深淵第五層的「亡骸之海」所建造的基地，原是擁有千年歷史的祭祀場。本意是為管理「絕界行」所設立的，擁有通往第六層的升降機。

## 詛咒相关

### 上升负荷
自深淵向上返回超過10公尺高時，探窟家會遭遇因深淵「力場」而對人體（集中在大脑、心脏、脊髓等维持生命的关键部位）造成的作用現象，下潛越深，上升負荷越大，可藉由遊走力場較弱處或是彈藥包來迴避。通常來說，離縱穴越遠力場越弱。 许多深渊生物拥有能观测力场的器官，娜娜奇也具有这项技能。
自深界一層返回 - 輕微的暈眩與嘔吐感。
自深界二層返回 - 嚴重嘔吐感、頭痛、末端神經麻痺。
自深界三層返回 - 平衡感異常、幻聽、幻覺。
自深界四層返回 - 渾身劇烈疼痛、全身孔洞流血。
自深界五層返回 - 五感喪失、意識混亂、自殘行為。
自深界六層返回 - 永久喪失人性、智力、人體機能，甚至致死。（少数例外）
自深界七層返回 - 絕對死亡。

### 生骸
生骸（ Narehate），本意為「窮途末路者」，通常指承受了自深界六層返回的诅咒而未死亡、形态发生了大幅变化的人类。大多数情况下，变成生骸后的人类会喪失人性、不成人形，永遠不能恢復原樣，例如米蒂。如果被探窟家發現，會將其殺死使其解脱，只拿走身上的遺物。
某些情况下，生骸能保留一定的人性，甚至能使用人类语言。娜娜奇在承受深界六層的上升过程中，施加于它身上的诅咒转移给了米蒂，因此仅在形态上发生了变化，生长出了毛发、兔耳朵与尾巴等，且保持了基本的人类形态，人性也得到了完全的保留。相比之下，米蒂完全丧失了人性与人的形态。
在生骸村的篇章中，许多生骸村的村民也保留有一定的人性，例如瓦兹强、姆基、贝拉芙、玛其卡恰等人都能使用人类语言，前两者甚至保留了一定的人类形态；还有许多村民具有一定的理智，例如“嘛啊啊”等。尽管法普塔具有“生骸公主”的称号，也有读者认为她不应归类为生骸，因为她从出生起就是生骸形态，未曾是人类。

### 彈藥包
在轉移詛咒實驗成功後發明的產物，此次實驗是波多爾多將自己獻為白笛的祭品成功之後，而使本人開始著手這個實驗計畫：將人類多餘的器官移除，只留下大腦，脊髓，以及部分腸道，並且用皮膚包裹住後放入代替骨骼的一個盒子中，並且灌注藥液來維持生命以及降低神經的反應讓詛咒對彈藥包有較小的影響，製成前提條件是必須以人類作為主材料，且需對使用者懷有「無私的愛」。
彈藥包為可攜式詛咒轉移器，為一種防禦裝置，被波多爾多作為戰鬥與探索的消耗品，裝備在波多爾多背後的暗箱，且基於波多爾多已經不被判定為人類，因此他本人不能用相當於自己分身的「祈手」製作彈藥包。

## 探窟家与笛
在深渊内探险的人们被称为探窟家，他们的笛是通行證，也是身分与实力的證明，一般也常以笛的顏色代指探險者的級別。
- 持鈴生：學生，為了成為探窟家而學習。
- 赤笛（紅色）：見習生，僅能下潛至多450公尺。[2]
- 蒼笛（藍色）：可獨當一面的探窟家，可以下潛至深界第二層。一般要15歲後才能獲得。
- 月笛（紫色）：教師級探窟家。
- 黑笛（黑色）：大師級探窟家，可以下潛至深界四層。
- 白笛（白色）：傳說級探窟家。[2] 其持有的白笛皆為使用遺物「生命迴響之石」加工而成，且只有本人可使用，被生骸村的人們稱為「梅迪波圖特」（人類結晶之樂器，需至少犧牲一名人類）。深界五層「前線基地」內進入深界六層的唯一突破口需要以白笛啟動，除此之外還能讓身上的所持遺物覺醒，發揮超常力量。

已知的白笛探窟家
殲滅卿「殲滅之萊莎」
不動卿「不動之奧森」
黎明卿「嶄新之波多爾多」
神秘卿「神秘之斯拉喬」
先導卿「天選之瓦庫那」
已知持有白笛但未被世界認證之探窟家
莉可

## 遺物
深渊内发现具有特殊功能的物品，由难以理解的古代深渊科技制作，遗落在了深渊各处。

### 奈落至寶
非正式分類，此類為有可能威脅到各級深淵遺物價值。並沒有公開拍賣過，有傳言稱此類會秘密分解。 
- 雷古（拂曉晨歌）：莉可认为，雷古的身体是各种特级遗物的组合，很有可能是传说中的奈落至宝，[5] 这一说法也得到了黑笛探窟家哈勃、[10] 不动卿奥森等人的默认。[9] 雷古的手掌能发出强力激光束炮击“火葬炮”，其射程和光束宽度均可调节，但使用后约10分钟会失去意识2小时。[11] 手臂可伸长至40米，并且具有极高的机动性，以此产生了将伸长的手臂缠绕于自身的独特战斗模式。[8] 此外，雷古也同深渊生物类似，不会受到上升诅咒的影响。[12][vii]

### 特級遺物
足以改變世界的遺物。即使是白笛探窟家也只允许拥有一级遺物，持有特级遺物是违法的。
- 時間靜止之鐘：萊莎發現并与奥森一同回收完成的遺物，具體作用不明。[14]
- 精神隸屬機：波多爾多所持有的遺物，能夠將使用者的意識融入被觸碰者的身體，但有著離開裝置的一定距離就有精神崩潰的風險，據莉可所言，其本體為屁股形狀的大型房間，事實上其外貌構造更像是大型食人植物，因體積過大而平時被鎖鏈拴住，可以攜帶移動，但因體積的問題而想藉此穿梭各層也相當不容易。[13][15]
- 绝对无法切断的线
- 延长寿命的酒[5]

### 一級遺物
能夠改變國家間局勢，且對於深層探索有極大助力的物品，某些遺物更具有兵器的能力。
- 免除詛咒之籠（呪い除けの籠）：因於拍賣前被萊莎所買下，故沒有被登入在圖鑑本，現被奧森私藏於監視基地中的特殊遺物。外型是一個巨大且非常笨重，上面有複雜紋樣的白色立方體，打開時外殼會像被打碎一般裂開，露出裡面的結構。雖然稱為免除詛咒之籠，但並沒有免除詛咒的能力，實際效果是將已經死亡的生物復活，復活持續時間不明，據奧森所述的實驗結果，被復活的生物似乎有會朝向深淵中心前進的情況。[16]
- 無盡鎚：萊莎所持有的遺物，殺傷性極高，外觀是一柄探窟家用的鎬子，裝有遺物「無盡火藥(Peacephobia)」，可以讓敲擊的目標發生爆炸，但被奧森評價為是萊莎用過的遺物武裝中較弱的一把，後經由奧森之手傳承給莉可。[17] 在与穿彈獸战斗时丢失。後來被波多爾多的祈手「灰之加里克」所拾得，並於四層的永恆香花田歸還給雷格。[18]
- 千人楔：奧森身上植入的遺物，植入一個便可獲得如同一千人的力量。據奧森自述曾在過去一次探窟中受了重傷，不得不使用本應帶回去的千人楔，最後花了一大筆錢將其買下。之後奧森每次發現千人楔都會將其買下使用。千人楔並沒有遺物拍賣正式名稱。且疑似有輔助療傷及延長壽命等使肉體活性化的效果，目前奧森身上植入約有120個。[9]

### 二級遺物
為生活帶來改變的遺物，部分物品對探窟有很大幫助。
- 生命迴響之石：白笛的原型。取得方法為犧牲生命，以極低的機率產生，且須對特定的人有深厚的情感才可使用。[7]
- 伸手及月：波多爾多的持有遺物之一，為黑色的蛛絲黏液結構，是一種捕捉裝置，黏性極強；也因此特性更是能成為使用者的機動力，能在懸崖峽谷中進行立體機動的強大能力，藏在波多爾多的手臂裝置中。[19]
- 貫空天蓋：波多爾多的持有遺物之一，於本作設定集內補充該遺物內容，本體為波多爾多的黑色禮裝鎧甲，材料為「祈手」索取的不明遺物及特殊纖維加工合成而製，可容納多種遺物，還搭配了支援精神隸屬機的特殊機關，是唯一一件具有多種遺物融合的特製鎧甲。[19]

### 三級遺物
實用性高的遺物，部分物品有助於探窟。
- 霧織紗：非常薄的透明軟紗布，被娜娜奇用來示範深渊力場機制。[4]
- 墨炭砂：輔助性的遺物，塗在物品上可增加防禦能力。

### 四級遺物
用途未知的遺物，實用性與價值均不高。
- 鱗之傘：塗上墨碳砂的傘，因為防禦力不如墨碳砂而降一級。[12]

### 等级不明
- 对讲机：娜娜奇捡到的遗物，具有清晰的远距离通话功能，随后在莉可小队中经常使用。[4] 在生骸村中会失效，因此被推测为依靠力场传导信号。[20]
- 詛咒針：波多爾多的武器之一，藏於波多爾多設計於手臂的內藏裝置，能射出相當於深淵第三層詛咒特性的黑色針體，射中生物後具有對內臟造成振動傷害的效果，可使敵人內傷及麻痺效果。[7]
- 登向明星：波多爾多的武器之一，本體為波多爾多的頭盔，前身為另一不明遺物「光之階梯」加工而成，能無視成像原理而能碰觸各種無機物，進而射出不規則折射的雷射，於狹窄空間能發動無死角攻擊，[7] 威力不明，特別的是持有者既使自己被擊中也毫髮無傷。
- 樞機歸還之光：波多爾多的武器之一，為裝置在手臂上的小型光束兵器，能夠射出類似火葬砲的細光束，[7] 是波多爾多持有遺物中火力最強的，曾打瞎米蒂左眼。發射完會有過熱時間限制，與火葬砲特性一樣無法連續射擊。[15]
- 欲望的摇篮：带有独特纹理的鸡蛋状遗物，其内部有类似于星之罗盘的图腾，人类触摸后会依照人的欲望及意识实现愿望。[21][22][viii]

### 二次文献
1. ↑  町口哲生. . ポプラ社. 2019年2月7日: 129–130. ISBN 978-4-591-16239-2.
2. ↑  . bilibili. 2017年09月30日  [2024年6月20日]. （原始内容存档于2022年4月19日）.
3. ↑  鏡花先生. . Medium.com.
4. 1 2  Hana Vo. . hanavogooseproduction.
5. ↑  . 聯合報. 2020-03-26  [2020-04-17]. （原始内容存档于2020-11-28）.
6. ↑  拾部漫画. . 网易. 2018-12-13  [2024-06-20]. （原始内容存档于2024-06-20）.
7. ↑  . bilibili. 2017年10月21日  [2024年6月20日]. （原始内容存档于2024年6月20日）.
8. ↑  鈴木康道. . WEBザテレビジョン編集部. 2022/09/27.

### 原作参考
1. ↑  つくしあきひと. . . ISBN 978-4-8124-8380-0.
2. 1 2 3 4  つくしあきひと. . . ISBN 978-4-8124-8380-0.
3. ↑  つくしあきひと. . . ISBN 978-4-8019-5516-5.
4. 1 2 3  つくしあきひと. . . ISBN 978-4-8019-5274-4.
5. 1 2 3  つくしあきひと. . . ISBN 978-4-8124-8380-0.
6. ↑  つくしあきひと. . . ISBN 978-4-8019-5274-4.
7. 1 2 3 4 5  つくしあきひと. . . ISBN 978-4-8019-5720-6.
8. 1 2  つくしあきひと. . . ISBN 978-4-8019-5720-6.
9. 1 2 3  つくしあきひと. . . ISBN 978-4-8124-8716-7.
10. ↑  つくしあきひと. . . ISBN 978-4-8124-8716-7.
11. ↑  つくしあきひと. . . ISBN 978-4-8124-8716-7.
12. 1 2  つくしあきひと. . . ISBN 978-4-8019-5274-4.
13. 1 2  つくしあきひと. . . ISBN 978-4-8019-5720-6.
14. ↑  つくしあきひと. . . ISBN 978-4-8124-8716-7.
15. 1 2  つくしあきひと. . . ISBN 978-4-8019-5720-6.
16. ↑  つくしあきひと. . . ISBN 978-4-8124-8716-7.
17. ↑  つくしあきひと. . . ISBN 978-4-8019-5274-4.
18. ↑  つくしあきひと. . . ISBN 978-4-8019-5274-4.
19. 1 2  つくしあきひと. . . ISBN 978-4-8019-5720-6.
20. ↑  つくしあきひと. . . 2020. ISBN 978-4-8019-6011-4.
21. ↑  つくしあきひと. . . ISBN 978-4-8019-6627-7.
22. ↑  つくしあきひと. . . ISBN 978-4-8019-6627-7.